# Pic de la Maladeta
|  | Aquest article tracta sobre un tresmil al Massís de la Maladeta. Vegeu-ne altres significats a «Maladeta». |

El Pic de la Maladeta és una muntanya de 3.308 metres, amb una prominència de 117 m, a la part central del massís de la Maladeta. Està situat al Parc Natural de Pocets-Maladeta, al municipi de Benasc, província d'Osca, comunitat autònoma d'Aragó. En el seu vessant nord es troba la Glacera de la Maladeta (37 ha de superfície total) fraccionada en dues parts (Maladeta occidental, 6 ha) i oriental (31 ha).
Antigament es creia que era més alt que aquest i els intents per arribar al seu cim van ser anteriors a la resta de pics del massís. La primera ascensió reeixida del pic va ser el 1817 per Johann Jacob Friedrich Wilhelm Parrot amb el guia Pierre Barrau.
El nom de Maladeta podria venir de l'occità "maledicció", una altra accepció seria la Mala Deta, és a dir, la Maleïda.